# Motín del penal de Apodaca de 2012
El ataque a la prisión de Apodaca de 2012 fue una fuga carcelaria ocurrida el 19 de febrero de 2012 en una prisión ubicada en el municipio de Apodaca, en el estado mexicano de Nuevo León.
Según The Wall Street Journal y El Universal, llegó a ser la masacre carcelaria más mortífera en la historia de México, hasta ser superada por el motín carcelario en el Penal del Topo Chico en febrero de 2016.

## Ataque
Se cree que el motín carcelario comenzó cuando miembros del Cartel del Golfo y Los Zetas se enfrentaron en la prisión, utilizando cuchillos afilados, piedras, dispositivos incendiarios y posiblemente armas de fuego para matar a miembros del cartel rival. Un portavoz de la prisión negó que hubiera armas de fuego involucradas. Algunos de los muertos fueron estrangulados, arrojados por las ventanas, apuñalados, decapitados, ahorcados, apaleados y aplastados. Inmediatamente se inició una investigación sobre si algunos de los 17 guardias de la prisión de servicio se confabularon en la pelea al abrir las puertas entre las dos alas de la prisión. El director de la prisión, el director de seguridad y el supervisor de turno fueron detenidos para ser interrogados. Cuando terminó el motín, 44 reclusos que supuestamente eran miembros del Cartel del Golfo habían sido asesinados. Además, los guardias de la prisión permitieron escapar a 30 reclusos del cartel de la droga Los Zetas, y fuentes gubernamentales revelan que los fugitivos eran miembros de alto rango de la organización, ex policías o traficantes de drogas.
Desde que el presidente Felipe Calderón lanzó una ofensiva militar contra los cárteles en 2006, las prisiones mexicanas se han convertido en campos de batalla para cárteles rivales, lo que a menudo ha llevado a peleas violentas y muertes frecuentes. Muchas prisiones están esencialmente dirigidas por un cártel u otro. Eric Olson, del Instituto México del Wilson Center, comentó: «La estrategia ha sido arrestar a mucha gente, pero cuando se almacena a los prisioneros en cárceles superpobladas y mal administradas, es probable que se produzca este tipo de estallido de guerra dentro de las prisiones». El motín de la prisión de Apodaca fue el tercer motín que resultó en 20 o más muertes desde octubre de 2011. Y según los escritores de InSight Crime, el sistema penitenciario de México está cayendo en la anarquía, con los reclusos matándose entre sí a un ritmo alarmante.

## Investigación
Quince días antes de la masacre, los familiares de los fugitivos afirmaron que los reclusos habían planeado la fuga de la prisión. Y cuando comenzaron las investigaciones, funcionarios mexicanos informaron que Los Zetas, con la ayuda de varios guardias de la cárcel, ayudaron a los 30 fugitivos a escapar de la prisión. Sin embargo, cuatro días después del incidente, las cifras bajaron a 29, porque habían «contado» a uno de los fugitivos. Otras fuentes mencionan que uno de los 30 fugitivos en realidad fue asesinado en la masacre. El gobernador Rodrigo Medina especuló que la fuga «fue planeada». Y Jorge Domene, portavoz de seguridad del estado de Nuevo León, no descarta la posibilidad de que Óscar Manuel Bernal Soriano alias La Araña haya sido el principal líder del motín y fuga de la prisión. La Fiscalía General de la República (FGR) y la Comisión Nacional de los Derechos Humanos (CNDH) están liderando las investigaciones. Las investigaciones indican que los directores del penal aceptaban entre $40,000 y $15,000 pesos, y los guardias alrededor de $6,000 pesos, en sobornos cada mes. El 16 de marzo de 2012, se confirmó que a Óscar Manuel Bernal, alias «La Araña», se le permitía realizar «fiestas con grupos musicales y mujeres».
El Universal mencionó el 24 de febrero de 2012 que los familiares de los presos afirmaban que los reclusos tenían ciertos «privilegios» dentro de la cárcel, como realizar grandes fiestas, orgías sexuales con prostitutas y «permisos especiales» de las autoridades del penal de Apodaca. La madre de uno de los prisioneros dijo que su hijo había afirmado que la prisión estaba «bajo el control de los narcos» y que a menudo les daban permiso «para salir de la prisión y regresar después de que habían terminado de hacer sus negocios». Otro testigo afirmó que los guardias también estaban directamente involucrados en la fuga semanal de los prisioneros y en el «negocio del tráfico de drogas» dentro de los muros de la prisión.

## Secuelas

### Protestas y disturbios
El 21 de febrero de 2012 los familiares de los reclusos y de los presos fallecidos protestaron y se enfrentaron a las fuerzas policiales en las afueras del penal de Apodaca. En el fragor del momento, quemaron objetos y arrojaron piedras a las autoridades. Dentro de la prisión, los disturbios continuaron después de que varios reclusos fueran transportados desde la prisión de Nuevo León a otras prisiones fuera del estado. El ejército mexicano y las fuerzas policiales de Fuerza Civil custodiaban el área.

### Anonymous
Durante los disturbios afuera del penal, el grupo de hackers Anonymous bloqueó la página oficial del municipio de Apodaca como «protesta por la masacre».

### Traslado de prisioneros
Luego de la masacre y los disturbios de Apodaca, tres altos líderes de Los Zetas fueron trasladados el 22 de febrero de 2012 a Puente Grande, un penal de máxima seguridad en el estado de Jalisco. Hubo 22 reclusos heridos después de que el traslado de los prisioneros desencadenara otro motín. Uno de los prisioneros trasladados, conocido como «El Comandante Chabelo», sería el líder de Los Zetas en ciertas partes de Nuevo León y Coahuila, y se cree que es responsable de narcotráfico, agresión a militares y agentes federales, además de realizar otras actividades de delincuencia organizada. Los otros dos traspasos, conocidos por sus alias de «El Junior» y «El Extraño», eran miembros de Los Zetas. La Vanguardia, sin embargo, señaló que la prisión de Jalisco tiene «peores condiciones que la de Apodaca», y a febrero de 2012, la sobrepoblación de esa prisión oscila entre el 130 y el 150%.
El traslado de los presos provocó una serie de protestas dentro y fuera del penal de Apodaca, y desde fuera de los muros se podía ver smog.

### Arrestos
Los 21 exfuncionarios del penal de Apodaca fueron aprehendidos el 15 de marzo de 2012. Entre ellos se encontraban tres funcionarios de alto nivel.
Al 3 de agosto de 2012, 24 de los 37 fugitivos habían sido arrestados o asesinados.

## Reacciones

### Nacionales
- México: El presidente de la República, Felipe Calderón, prometió crear 10 cárceles de primer nivel al final de su mandato, con el fin de «contrarrestar la crisis» en las prisiones de Nuevo León y el vecino estado de Tamaulipas.[31]

- Nuevo León: El gobernador del Estado, el priísta Rodrigo Medina, afirmó que a pesar de la fuga carcelaria y la masacre, «el Estado no ha perdido el control de las cárceles». Sin embargo, señaló que este incidente puede generar violencia en todo Nuevo León.[32]

- Nuevo León: José Antonio Ortega, presidente del Comité Ciudadano por la Seguridad Pública (CCSP), pidió la renuncia de Rodrigo Medina como gobernador del estado.[33] Además, instó al gobierno mexicano a responsabilizarse de la violencia y no culpar a Estados Unidos.[34]

### Internacionales
- Organización de las Naciones Unidas: La ONU instó al gobierno mexicano a trabajar exhaustivamente en la investigación y encontrar a los responsables; además, pidieron al gobierno que cumpla con los "estándares básicos" en sus sistemas penitenciarios.[35]
- Amnistía Internacional: La organización AI se hizo eco de que México «no ha implementado las reformas que se necesitan con urgencia». También mencionaron que la prisión tenía «violaciones de derechos humanos persistentes y cada vez peores» antes de la masacre.[36]